# Vanheerdea
Vanheerdea es un género con dos especies de plantas suculentas perteneciente a la familia Aizoaceae.

## Taxonomía
El género fue descrito por L.Bolus  ex H.E.K.Hartmann, y publicado en Boletin de la Sociedad Cubana de Orquideas 10: 15. 1992. La especie tipo es: Vanheerdea roodiae (N.E.Br.) L. Bolus ex H.E.K. Hartmann

## Especies
- Vanheerdea primosii (L.Bolus) L.Bolus ex H.E.K.Hartmann
- Vanheerdea roodiae (N.E.Br.) L. Bolus ex H.E.K. Hartmann